# Oberamt Gröningen

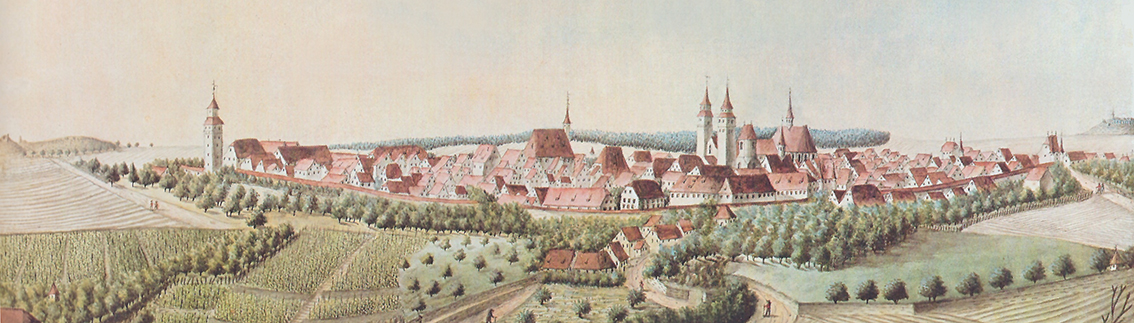
Silhouette der Amtsstadt Grüningen vor 1800

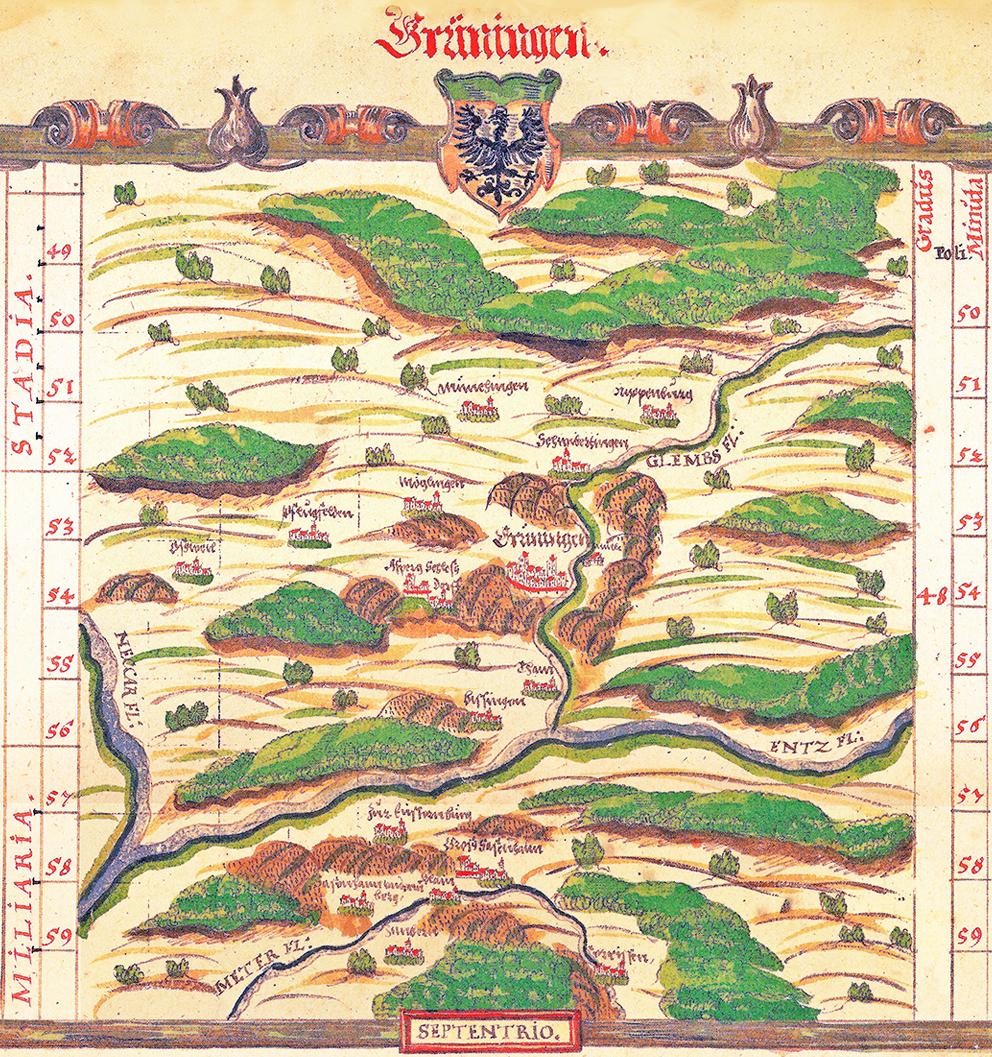
Gesüdete Karte des Amts Grüningen um 1575 – vorerst erweitert um die ans Herzogtum Württemberg gefallene Herrschaft Sachsenheim

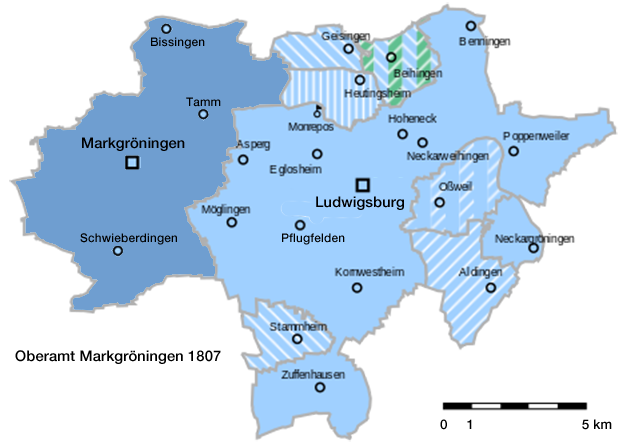
Amtsbezirke von Gröningen und Ludwigsburg um 1800. Bei Gröningen fehlen Unterriexingen und Münchingen

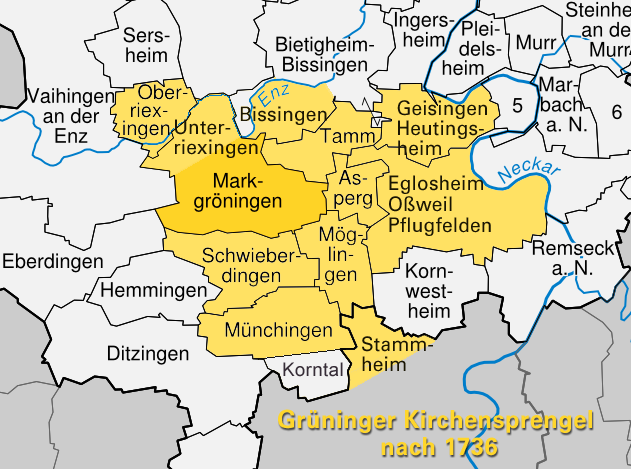
Zuständigkeitsbereich des Gröninger Superintendenten

Das Oberamt Gröningen (bis 1758 Amt Grüningen) war ein württembergischer Verwaltungsbezirk mit der ehemaligen Reichsstadt Grüningen, heute Markgröningen, als Amtssitz, der 1807 in das Oberamt Ludwigsburg integriert wurde. Bis 1819 verblieben in Markgröningen noch ein Kameralamt und bis 1812 eine Spezialsuperintendenz.

## Geschichte
Nachdem Ludwig der Bayer die ehemals Freie Reichsstadt Grüningen 1336 den Württemberger Grafen als erbliches Reichslehen übertragen hatte, machte sie Graf Ulrich III. von Württemberg zur Residenz- und Amtsstadt. Die Amtsverwaltung, Jurisdiktion und politische Vertretung des Grafen bzw. Herzogs oblag fortan einem württembergischen Vogt, der wie Philipp Volland häufig aus einem der ortsansässigen Patriziergeschlechter rekrutiert wurde. Vermutlich bis ins 18. Jahrhundert saß in Grüningen zudem ein meist ortsfremder adeliger Obervogt, der die Aufsicht über mehrere Vögte und die für die Kameralverwaltung des herrschaftlichen Eigenbesitzes zuständigen Keller ausübte.

### Amtsflecken
Zum oft veränderten Grüninger Amtsbezirk im Strohgäu zählten die württembergischen „Amtsflecken“ Bissingen, Tamm und vermutlich das abgegangene Brachheim, Eglosheim, Geißnang bzw. Fuchs-, Schaf- und Erlachhof, Oßweil, Pflugfelden, Möglingen, Münchingen und Mauer, Schwieberdingen und das abgegangene Vöhingen, Talhausen und die Schlüsselburg, weitere abgegangene Weiler auf Grüninger Markung sowie ein links der Glems gelegener Teil von Unterriexingen. Laut Karl Pfaff gehörten im 15. Jahrhundert auch Bietigheim (bis 1510), Hoheneck und Burg Harteneck, Aicholtz und Remmigheim dazu.
Ab dem 16. Jahrhundert haben zum Grüninger Amt bzw. zur Kellerei teil- bzw. zeitweise auch Hochdorf an der Enz, Oberriexingen und Sachsenheimer Amtsflecken gehört. Nachdem die Herrschaft der 1561 ausgestorbenen Herren von Sachsenheim an das Herzogtum Württemberg gefallen war, wurden deren Orte als Unteramtsbezirk 1565 dem Grüninger Amt zugeordnet. So umfasste der Amtsbezirk um 1600 die Orte Asperg, Bissingen, Eglosheim, Erlach-, Fuchs- und Schafhof im Bereich Ludwigsburgs, Egartenhof („Zur Eyssern Burg“), Groß- und Kleinsachsenheim, Grüningen, Metterzimmern, Möglingen, Münchingen, Nippenburg, Oßweil, Pflugfelden, Schwieberdingen, Sersheim, Tamm und Untermberg (siehe Karte de Grüninger Amtsgebiets) sowie Anteile von Unterriexingen und Hochdorf. Die beiden letztgenannten Dörfer sind in den um 1575 und um 1600 erstellten Amtskarten nicht verzeichnet, weil sie zu einem wesentlichen Teil noch dem Ortsadel gehörten. Unklar ist, warum Talhausen auf beiden Karten fehlt. Möglicherweise war das Dorf wie Remmingen und Vöhingen derzeit bereits wüst gefallen oder war zumindest teilweise noch nicht in württembergischer Hand. Metterzimmern kam im 17. Jahrhundert zum Amt Bietigheim. Groß- und, Kleinsachsenheim, Untermberg und Sersheim kamen im 17. Jahrhundert zum nun selbständigen Amt Großsachsenheim. Ditzingen wurde im 18. Jahrhundert vorübergehend dem Oberamt Gröningen zugeteilt.

### Durch Ludwigsburg ersetzt
Mit dem Bau des Schlosses in Ludwigsburg ab 1704 verlor Grüningen erst die Funktion als Residenzstadt und mit der Stadterhebung Ludwigsburgs im Jahr 1718 sukzessive auch die Funktionen als Sitz eines adeligen Obervogts, als Amtsstadt, Kellerei, Hochgericht und Dekanat an Ludwigsburg. Im Mai 1718 wurden der Grüninger Vogt Georg Christoph Andler, der Stadtschreiber und ein Mitglied des Stadtgerichts nach Stuttgart zitiert und dort so lange festgehalten, bis sie den vorgesehenen Eingriffen ins Grüninger Statut und Amt zustimmten.

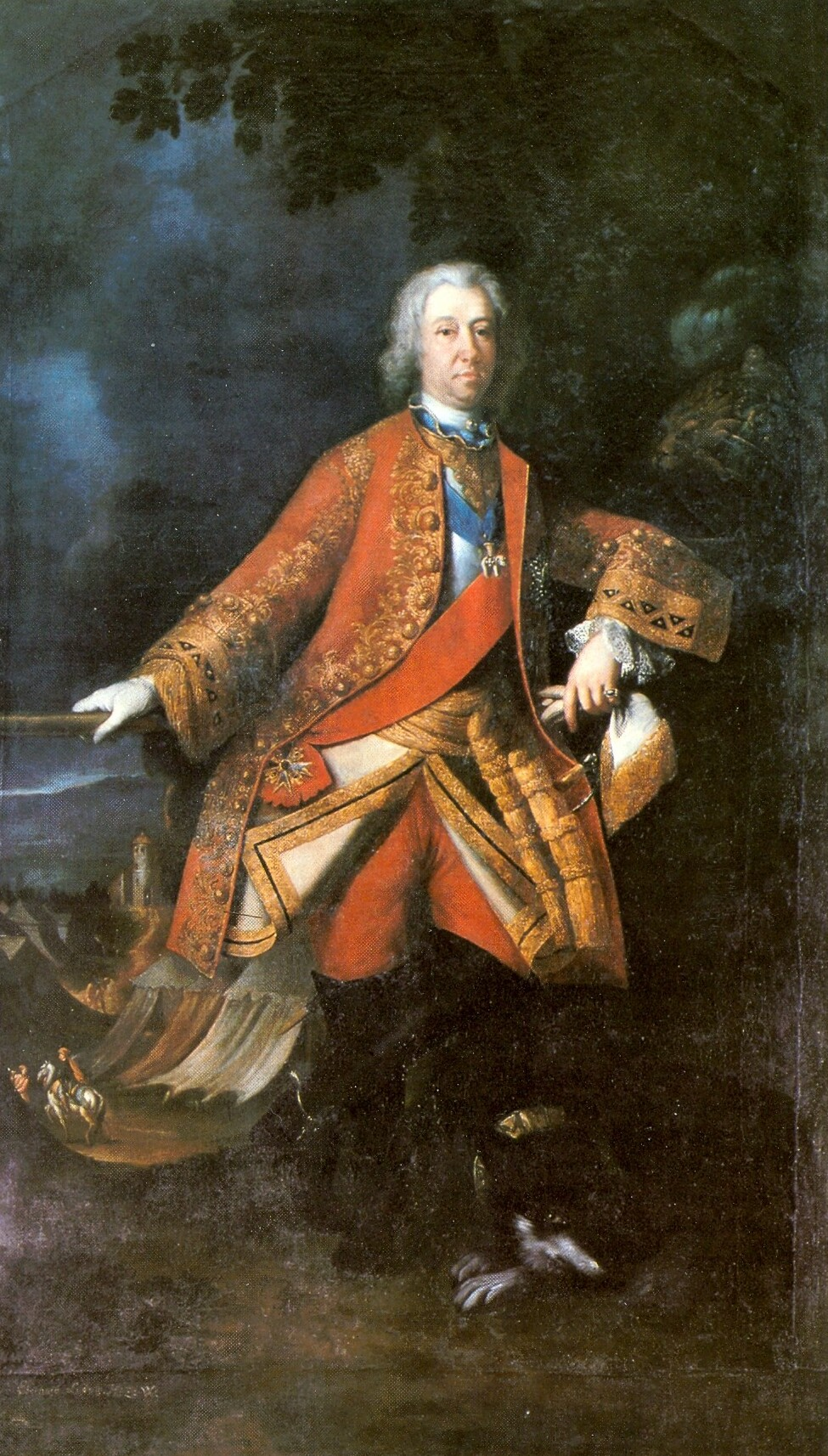
Herzog Eberhard Ludwig um 1720

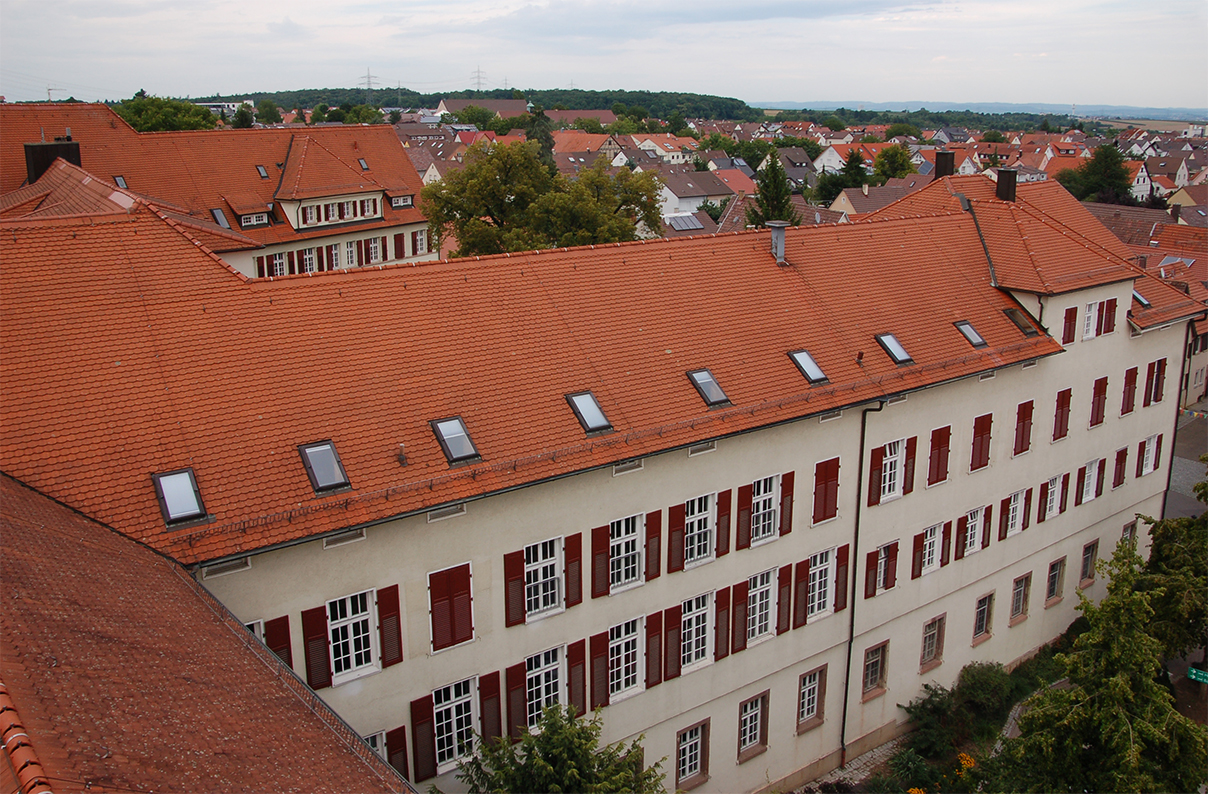
Der Südflügel des 1724 aufgegebenen Schlosses diente bis 1807 als Oberamteigebäude. 1808 wurde es in ein Arbeitshaus des Strafvollzugs umgewandelt

Der nun meist „Gröningen“ geschriebenen Amtsstadt blieb vorerst nur der Status eines Unteramts und die undankbare Aufgabe, den Aufbau Ludwigsburgs mitzutragen. Die dafür den Bürgern abverlangten Frondienste und dem städtischen Haushalt entzogenen Gelder sorgten für so große Unruhe, dass sich Herzog Eberhard Ludwig 1722 gezwungen sah, das ursprünglich bis zum Neckar reichende Amt Gröningen in verkleinerter Form wiederherstellen: Die „Amtsflecken“ Eglosheim, Pflugfelden und Oßweil verblieben im neuen Amt Ludwigsburg. Mit diesem Zugeständnis wollten sich führende Kreise in Gröningen jedoch noch lange nicht zufriedengeben. Besonders renitent erschienen der Spitalverwalter Laux und der „Rathsverwandte“ Urban Keller, die deshalb vom Ludwigsburger Obervogt Friedemann von Pöllnitz suspendiert wurden.

#### Restauration des Dekanats
Nach dem Tod Eberhard Ludwigs (1733) schien die von Herzog Karl Alexander vollzogene Rückverlagerung der Residenz nach Stuttgart neue Verhandlungsspielräume zur Wiederherstellung des Gröninger Amts zu eröffnen. Dabei wurde 1735 die Rückgabe von Pflugfelden, Eglosheim und Oßweil gegen Zahlung der stattlichen Summe von 4000 Gulden zwar in Aussicht gestellt, jedoch nie eingelöst. Als Kompensation erhielt Gröningen lediglich Unterriexingen hinzu. Immerhin wurde die Verlagerung des Dekanats revidiert: Nachdem der in Gröningen residierende evangelische Dekan Michael Mörleth am 18. April 1719 zum Dekan der neuen Diözese Ludwigsburg ernannt worden war, sollte er in diese seine bisherige Diözese integrieren, sobald der Bau von Kirche und Dekanat in Ludwigsburg abgeschlossen sei (1726 vollzogen). Zur 1736 wieder eingerichteten Gröninger Diözese zählten vorerst die Pfarreien von Tamm, Bissingen, Heutingsheim, Beihingen, Stammheim, Münchingen, Schwieberdingen, Unterriexingen und zeitweise Oberriexingen. Asperg, Eglosheim, Oßweil, Pflugfelden und Möglingen wurden 1762 allerdings der neu errichteten Spezialsuperintendenz Ludwigsburg zugeteilt. 1812 wurde die Spezialsuperintendenz Markgröningen in die Ludwigsburger integriert.

#### Oberamt Gröningen
1758 wurde das Amt Gröningen wie andere verbliebene Ämter zum Oberamt umbenannt. Das Oberamtssiegel zeigte fortan zwei Wappen: den herzoglichen Herzschild an heraldisch erster und das frühere Gröninger Amtswappen mit fünf Sternen im Schildhaupt an zweiter Stelle. Der traditionell Vogt genannte herzogliche Beamte, der auf Amtsebene die Verwaltung leitete und dem Amtsgericht vorstand, führte ab 1759 den Titel Oberamtmann. Ungeachtet erneuter Zahlungen der Gröninger Bürgerschaft wurde dessen Amtsbezirk jedoch wieder verkleinert: Nachdem die weiteren Verluste an Ludwigsburg vorübergehend durch Ditzingen und Oberriexingen kompensiert worden waren, gehörten ab 1771 außer Gröningen nur noch Bissingen, Tamm, Schwieberdingen und Münchingen sowie einige Weiler und die württembergischen Ortsteile in Unterriexingen und Hochdorf zum Oberamt. Laut Röder lebten 1787 in der Stadt Gröningen 1842 Menschen, in Bissingen 1018, Tamm 659, Schwieberdingen 920, Münchingen 1067 und in Unterriexingen 657 Einwohner. Von Unterriexingen waren 1787 noch dreieinhalb Sechzehntel und das Schloss in der ortsherrschaftlichen Hand des Barons von Hopfer.
Im Rahmen der Neugliederung des Königreichs Württemberg gemäß dem Organisationsedikt von 1806 wurde das Oberamt Gröningen bis 1807 endgültig aufgelöst und in das Oberamt Ludwigsburg eingegliedert. Die bis 1805 teils ortsherrschaftlich, teils von Gröningen aus verwalteten Orte Hochdorf und Unterriexingen kamen zum Oberamt Vaihingen.

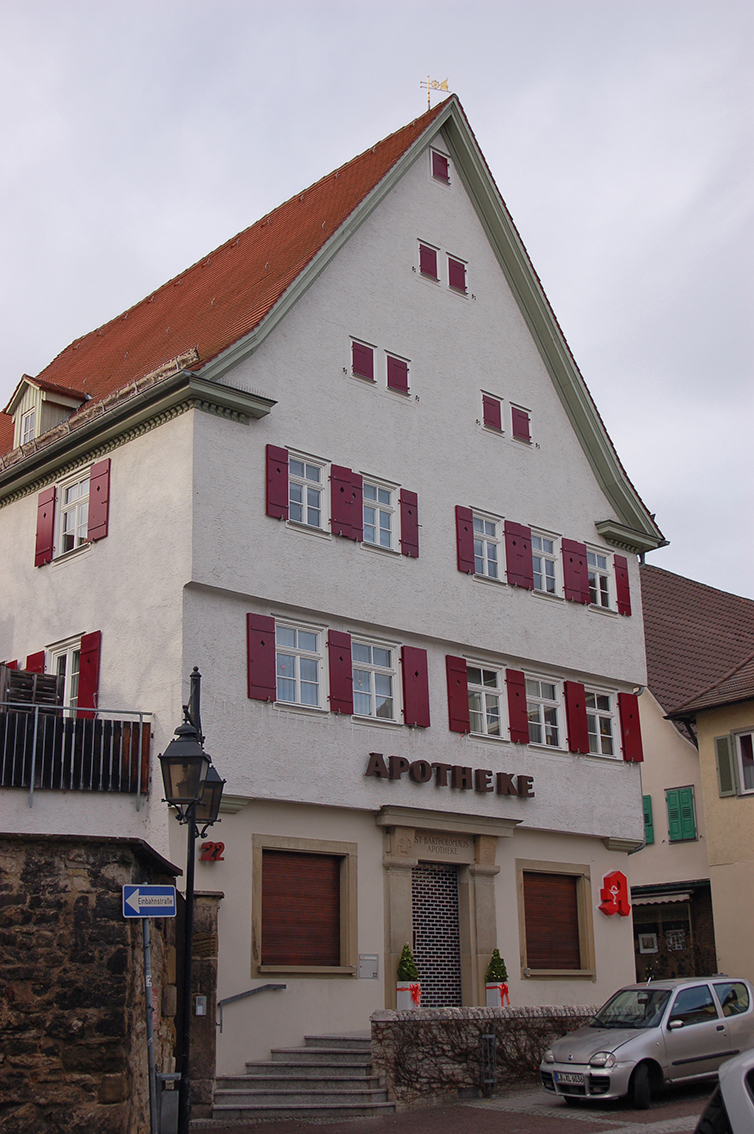
Kameralamt (1807–1819)

Heyd schilderte diese folgenschweren Eingriffe aus der Sicht der Betroffenen: „Mehr als durch Kriege, deren Wunden mit der Zeit heilen, wurde der Stadt und dem Amt Gröningen ein bleibender Schaden durch die Gründung einer Stadt zugefügt, die, nachdem sie aus dem Schoße des Oberamtsbezirks hervorgegangen, der Mutter ein Erbstück nach dem anderen abrang, und endlich sogar, als die Alte keine eigene Haushaltung mehr auszutragen schien, sie ganz zu ihrem Herde heranzog.“ Die in seiner 1829 erschienenen Stadtgeschichte offenbar zu respektlos geäußerte Kritik an der landesherrlichen Raumordnung zulasten Gröningens war politisch nicht opportun und wurde ihm laut Erhard Lenk in den maßgeblichen Kreisen so sehr „verübelt“, dass ihm die angestrebte Rückkehr in den Wissenschaftsbetrieb ebenso wie die empfohlene Ehrung verweigert wurde.

### Vergebliche Petition
Der Ausbau Ludwigsburgs führte dazu, dass Markgröningen in eine Stagnation geriet und unter den Baulasten für Ludwigsburg schwer zu leiden hatte. Nachdem die Stadt 1807 auch die Funktion eines untergeordneten Amts verloren hatte, sah man sich ob der Schuldenlast und der Verarmung der Bevölkerung dem Untergang nahe: 150 Familien mussten bereits durch das Spital unterstützt werden. Deshalb setzte man alle Hoffnung in den Nachfolger König Friedrichs: Der „alleruntertänigst treugehorsamste Magistrat der Stadt Gröningen“ setzte am 20. November 1816 eine Petition an den neuen König Wilhelm auf, in der er die Not der Stadt eindrücklich darlegte und die Einrichtung eines neu zugeschnittenen Oberamts um die „2700 Seelen“ zählende, „dem … Regentenhaus seit dem grauesten Altertum verbundene Stadt Gröningen“ geradezu erflehte. In dem konstruktiven Vorschlag waren nur die Gemeinden in unmittelbarer Umgebung inbegriffen: Asperg, Tamm, Bissingen, Unterriexingen, Hochdorf an der Enz, Hemmingen, Schwieberdingen und Möglingen. Der „allerdurchlauchtigste“ Regent ging jedoch nicht darauf ein.
1819 verlor die Stadt auch das 1807 zur königlichen Finanzverwaltung eingerichtete Kameralamt Markgröningen, das seinen Sitz im Gebäude Ostergasse 22 mit angeschlossenem Fruchtkasten (die heutige „Apothekerscheuer“) hatte.

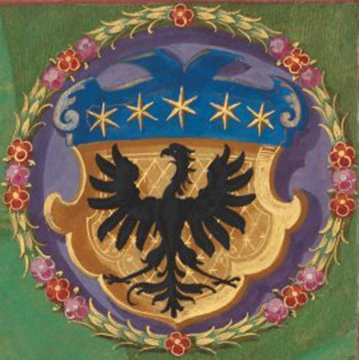
Wappen von „Ampt und Vogtey Grüningen“ (1596)

## Tradition im Wappen des Landkreises

Württemberger Hirschstangen

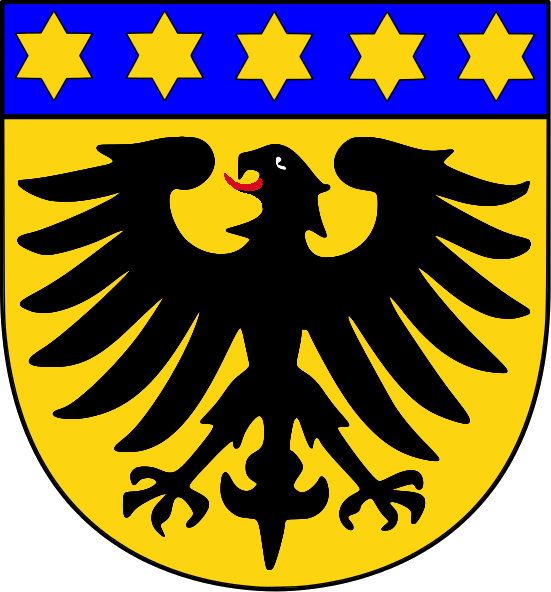
Markgröninger Stadtwappen

Wappen des Landkreises

Nachfolger des Gröninger Amts wurden erst das Oberamt Ludwigsburg im Neckarkreis, dann der 1938 gebildete Kreis Ludwigsburg und nach der Kreisreform von 1973 schließlich der Landkreis Ludwigsburg. Sein am 30. August 1974 neu verliehenes Wappen zeigt in Gold unter einer liegenden schwarzen Hirschstange einen rot bewehrten und rot bezungten schwarzen Adler.
Die Hirschstange steht für das Haus Württemberg, das Stadt und Oberamt Ludwigsburg gründete. Der Adler steht für die bis 1322 freie Reichsstadt Grüningen, die mit der Reichssturmfahne verbunden war und den Reichsadler auch als württembergische Amtsstadt im Stadt- und Amtswappen führte.
Die Reichssturmfahne bildet auch das Wappen der Kreisstadt Ludwigsburg.